# David Lederer
David Lederer (* 10. August 1801 in Marburg; † 26. September 1861 ebenda) war ein deutscher Bierbrauer und Politiker.

## Leben und Wirken
David Lederer war Bierbrauer und Brauereibesitzer in Marburg. Er heiratete Anna Krebs aus Ehrenbreitstein und 1830 Eva Doerlamm.
Lederer war politisch tätig. Er war Mitglied des Marburger Stadtrats.
Der liberal-demokratische Lederer war von 1846 bis 1849 für Marburg Abgeordneter im 9.–12. Kurhessischen Landtag. Er gehörte der konstitutionellen Partei an. Nach der Auflösung der Kammer 1846 wurde gegen ihn eine Untersuchung wegen Gotteslästerung geführt. 1848 war er Mitglied des Vorparlaments.
Er war Mitglied des Polenhilfsvereins.
Bis 1856 war er Vizebürgermeister von Marburg. Seine Wahl zum Oberbürgermeister wurde von der Regierung nicht bestätigt.